# New Zealand Rugby
New Zealand Rugby (NZR), bis 2013 als New Zealand Rugby Football Union (NZRFU) bekannt, ist der nationale Sportverband für Rugby Union und Siebener-Rugby in Neuseeland. Der im Jahr 1892 gegründete Verband hat seinen Sitz in Wellington. Seit 1949 vertritt er Neuseeland beim Weltverband World Rugby und seit 2000 beim Kontinentalverband Oceania Rugby.

## Aufgabe

Altes Logo der New Zealand Rugby Union, jetzt New Zealand Rugby

New Zealand Rugby stellt die Neuseeland vertretenden Nationalmannschaften, einschließlich der für die Männer (All Blacks), Frauen (Black Ferns) und Jugend, zusammen. Daneben organisiert der Verband das Kinder- und Jugend-Rugby in Neuseeland. Die talentiertesten Jugendlichen, die noch schulpflichtig sind, bilden die Mannschaft NZ Schools. Die weitere Stufe auf dem Weg zum Kader der All Blacks ist die U-20-Juniorennationalmannschaft, die an der entsprechenden Rugby Championship sowie den Weltmeisterschaften teilnimmt. Neben dieser gemäß dem Alter zusammengesetzten Mannschaft gibt es solche, die nach besonderen Kriterien aufgestellt werden. Die Junior All Blacks sind trotz ihres Namens keine Juniorennationalmannschaft, sondern die altersunabhängige Reservemannschaft der All Blacks. Sind ausländische Mannschaften in Neuseeland zu Gast, treten diese in der Regel auch gegen die Māori All Blacks an. Um dieser Mannschaft anzugehören, muss ein Spieler zu mindestens 1/16 maorischer Abstammung sein. Die Mannschaft Heartland XV ist aus Amateurspielern zusammengesetzt. Hinzu kommen die All Blacks Sevens, die Nationalmannschaft für Siebener-Rugby und da Siebener-Rugby eine olympische Sportart ist, arbeitet es hier mit dem New Zealand Olympic Committee zusammen. Zusammen mit der Unión Argentina de Rugby, Rugby Australia und der South African Rugby Union leitet sie als eine gemeinsame Unternehmung das Konsortium SANZAAR, das verantwortlich zeichnet für Super Rugby und The Rugby Championship, den beiden wichtigsten Rugby-Union-Turnieren der Südhemisphäre.
Der Verband organisiert auch den nationalen Spielbetrieb. Auf nationaler Ebene spielen Vereine nur eine lokale oder regionale Rolle. Von weitaus größerer Bedeutung sind die 26 Regionalverbände (17 auf der Nordinsel und 9 auf der Südinsel), die je eine Auswahlmannschaft in der Profiliga Mitre 10 Cup oder in der halbprofessionellen Heartland Championship stellen. Der nationalen Meisterschaft übergeordnet ist die zusammen mit Mannschaften aus Australien, einer in Fidschi und einer im Stillen Ozean (faktisch die Cookinseln, Fidschi, Samoa und Tonga) ausgetragene internationale Meisterschaft Super Rugby. Da sich die Spielzeiten nur wenig überschneiden, kommen zahlreiche Spieler in beiden Ligen zum Einsatz. Die wichtigsten Rugby-Union-Ligen für Frauen sind die Profiliga Super Rugby Aupiki und die Amateurliga Farah Palmer Cup.
Die Statuten der NZRU schreiben zwingend vor, dass Spieler bei neuseeländischen Mannschaften im ITM Cup und/oder in Super Rugby unter Vertrag stehen müssen, wenn sie dem Kader der All Blacks angehören wollen. Ist ein Spieler im Ausland engagiert, ist er automatisch nicht für die Nationalmannschaft spielberechtigt. Diese Regelung, die andere bedeutende Rugbynationen nicht kennen, hat zur Folge, dass die besten Spieler zunächst einige Jahre in Neuseeland bleiben und dann ihren Rücktritt aus der Nationalmannschaft erklären, um bei den meist finanzkräftigeren Vereinen der englischen Premiership Rugby und der französischen Top 14 zu spielen.
New Zealand Rugby richtet auch regelmäßig internationale Turniere aus. Die neuseeländischen und australischen Verbände waren federführend bei der Einführung der Rugby-Union-Weltmeisterschaft gewesen, weshalb beide Länder gemeinsam die Erstausgabe 1987 organisierten. Außerdem wurden die Rugby-Union-Weltmeisterschaft 2011 und die Frauen-Rugby-Union-Weltmeisterschaft 2021 in Neuseeland ausgetragen. Daneben richtet Neuseeland jährlich die New Zealand Sevens aus.

## Geschichte
1892 erfolgte die Gründung der New Zealand Rugby Football Union (NZRFU). Der Verband repräsentierte zunächst sieben Provinzen. Die Provinzverbände von Canterbury, Otago und Southland traten erst einige Jahre später bei, um gegen die Regelung zu protestieren, dass sämtliche Mitglieder des NZRFU-Exekutivkomitees in Wellington Wohnsitz nehmen mussten (diese Regelung wurde erst 1986 abgeschafft). 1949 wurde der neuseeländische Verband, zusammen mit seinen australischen und südafrikanischen Äquivalenten, Vollmitglied des International Rugby Football Board (IRFB, heute World Rugby), der zuvor nur aus Vertretern aus England, Irland, Schottland und Wales bestanden hatte. Der neuseeländische Verband war außerdem im Jahr 2000 Gründungsmitglied des Kontinentalverbandes Federation of Oceania Rugby Unions (FORU; heute Oceania Rugby).

## Nationalmannschaften
NZR ist für mehrere Nationalmannschaften zuständig:

### Männer
- All Blacks – die neuseeländische Nationalmannschaft der Männer
- New Zealand Sevens – die Nationalmannschaft im 7er-Rugby
- Māori All Blacks – die Nationalmannschaft der Māori, Mitglieder dieser Mannschaft müssen mindestens zu 1/16 māorischer Abstammung sein (ein Ururgroßelternteil)
- Junior All Blacks – trotz ihres Namens keine Juniorenmannschaft, sondern eher die B-Nationalmannschaft
- U-20: Junioren-Nationalmannschaft, üblicherweise als „Baby Blacks“ bezeichnet
- Heartland XV: Besteht ausschließlich aus Spielern der Amateurliga Heartland Championship
- NZ Schools: Entwicklungsmannschaft für Schüler

### Frauen
- Black Ferns – die neuseeländische Nationalmannschaft der Frauen
- Sevens – die Nationalmannschaft der Frauen im 7er-Rugby

### Sonstige
- Wheel Blacks – die Nationalmannschaft im Rollstuhlrugby

## Organisation

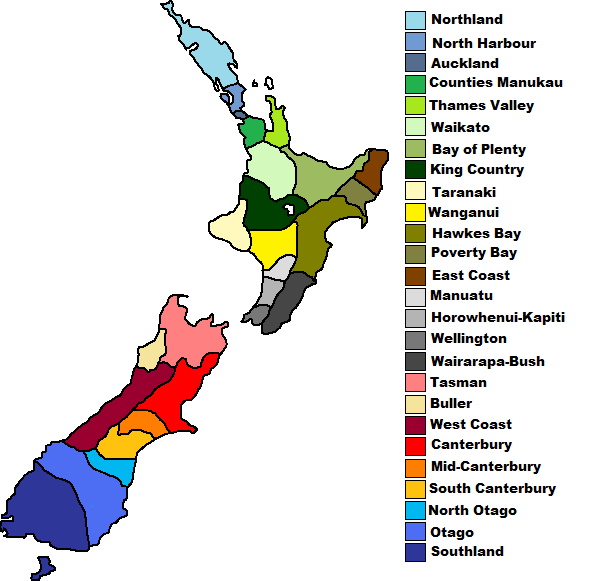
Karte der Neuseeländischen Regionalverbände und deren Mannschaften

New Zealand Rugby besteht aus 17 Provinzverbänden von der Nordinsel und neun von der Südinsel, die Mannschaften in den nationalen Meisterschaften ITM Cup (früher Air New Zealand Cup) und Heartland Championship stellen.
| Nordinsel | Südinsel |
| - Auckland - Bay of Plenty - Counties Manukau - East Coast - Hawke’s Bay - Horowhenua-Kapiti - King Country - Manawatu - North Harbour - Northland - Poverty Bay - Taranaki - Thames Valley - Waikato - Wairarapa Bush - Wanganui - Wellington | - Buller - Canterbury - Mid Canterbury - North Otago - Otago - South Canterbury - Southland - Tasman - West Coast |